# Steinkjer
Steinkjer es una localidad y también un municipio de la provincia de Trøndelag, en Noruega. Es la capital y la mayor ciudad de la provincia con una población de 21 650 habitantes según el censo de 2015, de los cuales aproximadamente la mitad viven en la cabecera municipal, y el resto se distribuye en varias localidades menores.
El municipio está localizado en el extremo más profundo del fiordo de Trondheim y está rodeado de montañas, por lo que la comunicación ha sido favorecida principalmente por el mar a través de la historia. Se considera el centro geográfico de Noruega.
Las ramas más importantes de su economía son la agricultura, la silvicultura y el comercio. Steinkjer está servido por la ruta europea E6 y por las rutas ferroviarias Trønderbanen y Nordlandsbanen, que enlazan a la ciudad con Trondheim y Bodø.
En enero de 2013 se celebró aquí la primera semifinal del Melodi Grand Prix, siendo la primera vez en la historia del certamen que se trasladó a esta parte del país.

## Personas célebres
- Silje Nergaard, cantante de jazz y pop.